# Słowacja na Zimowych Igrzyskach Olimpijskich 2002
Słowację na Zimowych Igrzyskach Olimpijskich 2002 reprezentowało czterdziestu dziewięciu zawodników w 10 dyscyplinach olimpijskich. Pomimo tego, nie udało się żadnemu ze Słowaków zdobyć choćby jednego medalu. Najwyższe, piąte miejsce zajęła kobieca sztafeta biathlonowa w biegu 4 × 7,5 km.

## Biathlon
Mężczyźni
| Konkurencja             | Zawodnik       | Pudła 1 | Czas    | Klasyf. |
| ----------------------- | -------------- | ------- | ------- | ------- |
| Sprint na 10 km         | Marek Matiaško | 1       | 27:12.6 | 39      |
| Bieg pościgowy 12,5 km² | Marek Matiaško | 5       | 37:26.0 | 43      |

| Konkurencja | Zawodnik       | Czas    | Pudła | Łączny czas 3 | Klasyf. |
| ----------- | -------------- | ------- | ----- | ------------- | ------- |
| 20 km       | Marek Matiaško | 53:37.8 | 4     | 57:37.8       | 52      |

Kobiety
| Konkurencja               | Zawodniczka       | Pudła 1 | Czas    | Klasyf. |
| ------------------------- | ----------------- | ------- | ------- | ------- |
| Sprint na 7,5 km          | Tatiana Kutlíková | 5       | 25:18.3 | 64      |
| Sprint na 7,5 km          | Anna Murínová     | 1       | 23:10.0 | 35      |
| Sprint na 7,5 km          | Soňa Mihoková     | 1       | 22:32.1 | 21      |
| Sprint na 7,5 km          | Martina Jašicová  | 0       | 22:11.9 | 13      |
| Bieg pościgowy na 10 km 4 | Anna Murínová     | 3       | 35:14.6 | 35      |
| Bieg pościgowy na 10 km 4 | Soňa Mihoková     | 3       | 33:57.4 | 21      |
| Bieg pościgowy na 10 km 4 | Martina Jašicová  | 2       | 33:26.4 | 18      |

| Konkurencja | Zawodniczka          | Czas    | Pudła | Łączny czas 3 | Klasyf. |
| ----------- | -------------------- | ------- | ----- | ------------- | ------- |
| 15 km       | Anna Murínová        | 49:39.2 | 5     | 54:39.2       | 53      |
| 15 km       | Marcela Pavkovčeková | 48:03.7 | 4     | 52:03.7       | 33      |
| 15 km       | Soňa Mihoková        | 47:00.7 | 3     | 50:00.7       | 14      |
| 15 km       | Martina Jašicová     | 46:47.5 | 2     | 48:47.5       | 9       |

Sztafeta kobiet 4 x 7,5 km
| Zawodniczki                                                       | Bieg    | Bieg      | Bieg    |
| Zawodniczki                                                       | Pudła 1 | Czas      | Klasyf. |
| ----------------------------------------------------------------- | ------- | --------- | ------- |
| Martina Jašicová Anna Murínová Marcela Pavkovčeková Soňa Mihoková | 1       | 1'30:11.5 | 5       |

1Za każdy spudłowany strzał należało przebiec karną rundę o długości 150 metrów.

2Strata na starcie wynikała z rezultatów sprintu na 10 km.

3Za każdy spudłowany strzał do rezultatu dodawano jedną karną minutę.

4Strata na starcie wynikała z rezultatów sprintu na 7,5 km.

## Biegi narciarskie
Mężczyźni
Bieg pościgowy
| Zawodnik        | 10 km K | 10 km K | Bieg pościgowy na 10 km D 1 | Bieg pościgowy na 10 km D 1 |
| Zawodnik        | Czas    | Klasyf. | Czas                        | Final Klasyf.               |
| --------------- | ------- | ------- | --------------------------- | --------------------------- |
| Martin Bajčičák | 27:06.9 | 23 Q    | 27:30.0                     | 50                          |
| Ivan Bátory     | 26:57.2 | 16 Q    | 25:05.7                     | 25                          |

| Konkurencja | Zawodnik        | Bieg      | Bieg    |
| Konkurencja | Zawodnik        | Czas      | Klasyf. |
| ----------- | --------------- | --------- | ------- |
| 15 km K     | Martin Bajčičák | 39:39.4   | 24      |
| 15 km K     | Ivan Bátory     | 39:32.0   | 21      |
| 30 km D     | Martin Bajčičák | 1'16:08.5 | 32      |
| 50 km K     | Ivan Bátory     | 2'17:25.2 | 25      |
| 50 km K     | Martin Bajčičák | 2'13:07.9 | 12      |

1 Strata na starcie wynikała z rezultatów biegu na 10 km techniką klasyczną.

D = technika dowolna, K = technika klasyczna
Kobiety
Bieg pościgowy
| Zawodniczka         | 5 km K  | 5 km K  | Bieg pościgowy na 5 km D 2 | Bieg pościgowy na 5 km D 2 |
| Zawodniczka         | Czas    | Klasyf. | Czas                       | Klasyf. końcowa            |
| ------------------- | ------- | ------- | -------------------------- | -------------------------- |
| Jaroslava Bukvajová | 14:42.9 | 58      | DNQ                        | DNQ                        |

| Konkurencja | Zawodniczka         | Bieg    | Bieg    |
| Konkurencja | Zawodniczka         | Czas    | Klasyf. |
| ----------- | ------------------- | ------- | ------- |
| 10 km K     | Jaroslava Bukvajová | 31:50.5 | 46      |

2 Strata na starcie wynikała z rezultatów biegu na 5 km techniką klasyczną.

D = technika dowolna, K = technika klasyczna

## Bobsleje
Mężczyźni
| Bob   | Zawodnicy                       | Konkurencja | 1 ślizg | 1 ślizg | 2 ślizg | 2 ślizg | 3 ślizg | 3 ślizg | 4 ślizg | 4 ślizg | Łącznie | Łącznie |
| Bob   | Zawodnicy                       | Konkurencja | Czas    | Klasyf. | Czas    | Klasyf. | Czas    | Klasyf. | Czas    | Klasyf. | Czas    | Klasyf. |
| ----- | ------------------------------- | ----------- | ------- | ------- | ------- | ------- | ------- | ------- | ------- | ------- | ------- | ------- |
| SVK-1 | Milan Jagnešák Róbert Kresťanko | Dwójki      | 49.00   | 30      | 48.96   | 30      | 49.28   | 30      | 48.87   | 29      | 3:16.11 | 30      |

| Bob   | Zawodnicy                                                       | Konkurencja | 1 ślizg | 1 ślizg | 2 ślizg | 2 ślizg | 3 ślizg | 3 ślizg | 4 ślizg | 4 ślizg | Łącznie | Łącznie |
| Bob   | Zawodnicy                                                       | Konkurencja | Czas    | Klasyf. | Czas    | Klasyf. | Czas    | Klasyf. | Czas    | Klasyf. | Czas    | Klasyf. |
| ----- | --------------------------------------------------------------- | ----------- | ------- | ------- | ------- | ------- | ------- | ------- | ------- | ------- | ------- | ------- |
| SVK-1 | Milan Jagnešák Braňo Prieložný Marián Vanderka Róbert Kresťanko | Czwórki     | 47.80   | 24      | 47.88   | 24      | 51.10   | 29      | 48.64   | 22      | 3:15.42 | 24      |

## Hokej na lodzie

### Turniej mężczyzn

#### Runda kwalifikacyjna – grupa A
Najlepszy zespół (zacieniowany) awansował do I rundy.
| Team     | MR | Z | P | R | GD | GP | RG | Pkt. |
| -------- | -- | - | - | - | -- | -- | -- | ---- |
| Niemcy   | 3  | 3 | 0 | 0 | 10 | 3  | +7 | 6    |
| Łotwa    | 3  | 1 | 1 | 1 | 11 | 12 | −1 | 3    |
| Austria  | 3  | 1 | 2 | 0 | 7  | 9  | −2 | 2    |
| Słowacja | 3  | 0 | 2 | 1 | 8  | 12 | −4 | 1    |

Wszystkie godziny podane są w czasie lokalnym (UTC-7).
| 9 lutego 2002 r. | Niemcy | 3 – 0 | Słowacja | E Center, West Valley City |

| Godzina: 16:00 |  | (0–0, 0–2, 0–1) |  | Widzów: 8504 |

| 10 lutego 2002 r. | Łotwa | 6 – 6 | Słowacja | E Center, West Valley City |

| Godzina: 19:00 |  | (2–2, 2–4, 2–0) |  | Widzów: 8377 |

| 12 lutego 2002 r. | Słowacja | 2 – 3 | Austria | E Center, West Valley City |

| Godzina: 16:00 |  | (1–1, 1–1, 0–1) |  | Widzów: 8362 |

#### Rundapocieszenia
Mecz o 13. miejsce
| 14 lutego 2002 | Słowacja | 7 – 1 | Francja | Peaks Ice Arena, Provo |

| Godzina: 21:00 |  | (1–0, 2–0, 4–1) |  | Widzów: 5956 |

- Skład drużyny

| - Ľuboš Bartečko - Pavol Demitra - Michal Handzuš - Marián Hossa - Richard Kapuš - Ján Lašák - Richard Lintner - Ivan Majeský - Dušan Milo - Jaroslav Obšut - Žigmund Pálffy - Ján Pardavý | - Rastislav Pavlikovský - Richard Pavlikovský - Róbert Petrovický - Pavol Rybár - Miroslav Šatan - Richard Šechný - Peter Smrek - Rastislav Staňa - Jozef Stümpel - Jaroslav Török - Ľubomír Višňovský |

## Kombinacja norweska
Sprint mężczyzn
Konkurencje:
- skok na skoczni K95
- bieg na 7,5 km (Strata na starcie wynikała z rezultatów skoku.)

| Zawodnik      | Skok   | Skok    | Czas biegu | Klasyf. łączna |
| Zawodnik      | Punkty | Klasyf. | Czas biegu | Klasyf. łączna |
| ------------- | ------ | ------- | ---------- | -------------- |
| Michal Pšenko | 92.4   | 36      | 20:07.3    | 39             |

Konkurs indywidualny mężczyzn
Konkurencje:
- dwa skoki na skoczni K90
- bieg na 15 km (Strata na starcie wynikała z rezultatów skoków.)

| Zawodnik      | Skoki  | Skoki   | Czas biegu | Klasyf. łączna |
| Zawodnik      | Punkty | Klasyf. | Czas biegu | Klasyf. łączna |
| ------------- | ------ | ------- | ---------- | -------------- |
| Michal Pšenko | 232.0  | 14      | 46:06.2    | 38             |

## Łyżwiarstwo figurowe
Kobiety
| Zawodniczka      | Punkty | PK | PD | Klasyf. |
| ---------------- | ------ | -- | -- | ------- |
| Zuzana Babiaková | 31.0   | 20 | 21 | 21      |

Pary sportowe
| Zawodnicy                         | Punkty | PK | PD | Klasyf. |
| --------------------------------- | ------ | -- | -- | ------- |
| Oľga Beständigová Jozef Beständig | 25.5   | 17 | 17 | 17      |

## Narciarstwo alpejskie
Mężczyźni
| Zawodnik        | Konkurencja   | 1 przejazd | 2 przejazd | Łącznie | Łącznie |
| Zawodnik        | Konkurencja   | Czas       | Czas       | Czas    | Klasyf. |
| --------------- | ------------- | ---------- | ---------- | ------- | ------- |
| Ivan Heimschild | Zjazd         |            |            | 1:46.36 | 47      |
| Ivan Heimschild | Supergigant   |            |            | 1:27.74 | 28      |
| Ivan Heimschild | Slalom Gigant | DNF        | –          | DNF     | –       |
| Ivan Heimschild | Slalom        | DNF        | –          | DNF     | –       |
| Michal Rajčan   | Slalom        | 52.73      | 55.93      | 1:48.66 | 19      |

Kombinacja
| Zawodnik        | Zjazd   | Slalom     | Slalom     | Łącznie     | Łącznie |
| Zawodnik        | Czas    | 1 przejazd | 2 przejazd | Łączny czas | Klasf.  |
| --------------- | ------- | ---------- | ---------- | ----------- | ------- |
| Michal Rajčan   | DSQ     | –          | –          | DSQ         | –       |
| Ivan Heimschild | 1:44.89 | 52.72      | 59.17      | 3:36.78     | 24      |

Kobiety
| Zawodniczka       | Konkurencja   | 1 przejazd | 2 przejazd | Łącznie | Łącznie |
| Zawodniczka       | Konkurencja   | Czas       | Czas       | Czas    | Klasyf. |
| ----------------- | ------------- | ---------- | ---------- | ------- | ------- |
| Veronika Zuzulová | Slalom gigant | 1:20.54    | 1:18.09    | 2:38.63 | 32      |
| Veronika Zuzulová | Slalom        | DNF        | –          | DNF     | –       |

## Saneczkarstwo
Mężczyźni
| Zawodnik        | 1 ślizg | 1 ślizg | 2 ślizg | 2 ślizg | 3 ślizg | 3 ślizg | 4 ślizg | 4 ślizg | Łącznie  | Łącznie |
| Zawodnik        | Czas    | Klasyf. | Czas    | Klasyf. | Czas    | Klasyf. | Czas    | Klasyf. | Czas     | Klasyf. |
| --------------- | ------- | ------- | ------- | ------- | ------- | ------- | ------- | ------- | -------- | ------- |
| Ľubomír Mick    | 47.207  | 42      | 46.333  | 35      | 45.803  | 31      | 46.475  | 38      | 3:05.818 | 35      |
| Jaroslav Slávik | 45.104  | 18      | 45.017  | 13      | 44.762  | 15      | 45.180  | 19      | 3:00.063 | 16      |

Dwójki
| Zawodnicy                | 1 ślizg | 1 ślizg | 2 ślizg | 2 ślizg | Łącznie  | Łącznie |
| Zawodnicy                | Czas    | Klasyf. | Czas    | Klasyf. | Czas     | Klasyf. |
| ------------------------ | ------- | ------- | ------- | ------- | -------- | ------- |
| Ľubomír Mick Walter Marx | 43.248  | 6       | 43.458  | 10      | 1:26.706 | 9       |

Kobiety
| Zawodniczka       | 1 Ślizg | 1 Ślizg | 2 Ślizg | 2 Ślizg | 3 Ślizg | 3 Ślizg | 4 Ślizg | 4 Ślizg | Łącznie  | Łącznie |
| Zawodniczka       | Czas    | Klasyf. | Czas    | Klasyf. | Czas    | Klasyf. | Czas    | Klasyf. | Czas     | Klasyf. |
| ----------------- | ------- | ------- | ------- | ------- | ------- | ------- | ------- | ------- | -------- | ------- |
| Veronika Sabolová | 44.021  | 15      | 44.113  | 24      | 43.947  | 19      | 44.231  | 24      | 2:56.312 | 21      |

## Short track
Mężczyźni
| Zawodnik   | Konkurencja | 1 runda  | 1 runda | 1/4 finału | 1/4 finału | 1/2 finału | 1/2 finału | Finały | Finały        |
| Zawodnik   | Konkurencja | Czas     | Klasyf. | Czas       | Klasyf.    | Czas       | Klasyf.    | Czas   | Final Klasyf. |
| ---------- | ----------- | -------- | ------- | ---------- | ---------- | ---------- | ---------- | ------ | ------------- |
| Matúš Užák | 500 m       | 44.499   | 3       | DNQ        | DNQ        | DNQ        | DNQ        | DNQ    | DNQ           |
| Matúš Užák | 1000 m      | 2:17.608 | 4       | DNQ        | DNQ        | DNQ        | DNQ        | DNQ    | DNQ           |
| Matúš Užák | 1500 m      | 2:22.557 | 4       | DNQ        | DNQ        | DNQ        | DNQ        | DNQ    | DNQ           |

## Snowboarding
Slalom gigant równoległy kobiet
| Zawodniczka | Kwalifikacje | Kwalifikacje | 1 runda         | 1/4 finału | 1/2 finału | Finał | Klasyf. |
| Zawodniczka | Czas         | Klasyf.      | 1 runda         | 1/4 finału | 1/2 finału | Finał | Klasyf. |
| ----------- | ------------ | ------------ | --------------- | ---------- | ---------- | ----- | ------- |
| Jana Šedová | 49.92        | 14 Q         | Lidia Trettel P | DNQ        | DNQ        | DNQ   | DNQ     |